# Valeriano León García
Valeriano León García (Colloto, Siero, 15 de desembre de 1892-Madrid, 13 de desembre de 1955) va ser un actor de cinema i teatre espanyol.

## Biografia
Va néixer en la localitat asturiana de Colloto, en Siero, el 15 de desembre de 1892. Format en el teatre quan encara era un nen, més tard entra a formar part de la Companyia Chicote-Prado, amb la qual realitza gires per Llatinoamèrica.
Al seu retorn a Espanya, reinicia la seva trajectòria teatral i es troba en l'incendi del Teatre Arriaga de Bilbao amb la companyia de Salvador Videgain de Nadal de 1914.
En 1925 es va casar amb l'actriu Aurora Redondo, amb qui obté un enorme èxit interpretant l'obra de Carlos Arniches Es mi hombre (1921). Poc després el matrimoni forma la seva pròpia companyia teatral recorrent els principals teatres espanyols amb nombroses comèdies.

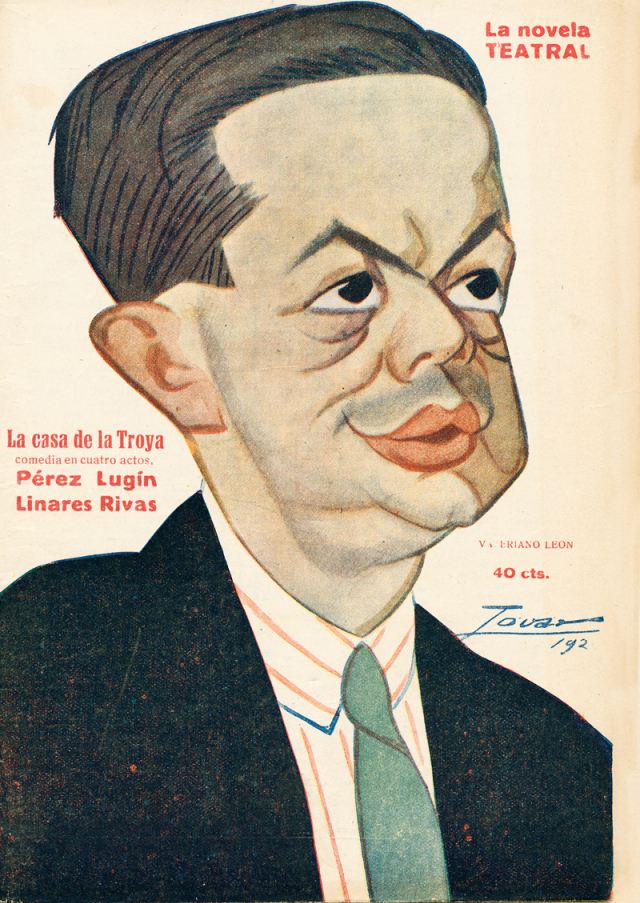
Caricaturitzat per Tovar (1921)

En 1935 porta aquell personatge al cinema, en el que va ser el seu debut en la pantalla gran, de la mà de Benito Perojo. Un any després inicia el rodatge del film Don Floripondio, que no va poder estrenar-se fins al final de la Guerra Civil.
Fins a la seva defunció va continuar treballant sobre els escenaris i va rodar vuit pel·lícules més, entre les quals destaquen A los pies de usted (1945) i El Padre Pitillo (1954), de Juan de Orduña. El seu enterrament és recollit en portada del diari ABC com una multitudinària mostra d'afecte popular.

## Premis
- En 1956 va rebre un premi a títol pòstum del Cercle d'Escriptors Cinematogràfics.[3]